# Stenandrium manchonense
Stenandrium manchonense är en akantusväxtart som beskrevs av T.F. Daniel. Stenandrium manchonense ingår i släktet Stenandrium och familjen akantusväxter. Inga underarter finns listade i Catalogue of Life.